# Tés
Tés község Veszprém vármegyében, a Várpalotai járásban található.

## Fekvése
A Bakonyban, a Tési-fennsíkon fekszik. A Keleti-Bakony legmagasabban fekvő települése 465 méterrel a tenger szintje felett. Az állandó széljárás miatt tiszta levegőjű, és alkalmas a szélenergia hasznosításra. Zsáktelepülés lévén átmenőforgalom sem szennyezi a levegőjét: közúton a falu csak a bő 3 kilométer hosszú 82 108-as úton érhető el, amely Csőszpuszta településrészen ágazik ki a Várpalota és Szápár között húzódó 8213-as útból. [Aszfaltozott erdészeti úton el lehet jutni Tésre Bakonynána és Olaszfalu (Felsőpere) felől is, de ott az átmenő forgalom korlátozások alá esik, melyek megszegése büntetést is maga után vonhat.]

## Története
A Tési-fennsík a Bakony-középhegység keleti részén terül el, már az őskorban lakott volt. Ezt az erdőktől övezett fennsíkot már az ókor embere is megszerette. A rómaiak is alkalmasnak találták a megtelepedésre. Ezt bizonyítják a kőkori-bronzkori és római kori leletek.

## Közélete

### Polgármesterei
- 1990–1994: Id. Koncz László (független)[3]
- 1994–1998: Wittmann József (független)[4]
- 1998–2002: Wittmann József (független)[5]
- 2002–2006: Wittmann József (független)[6]
- 2006–2010: Berki Józsefné (független)[7]
- 2010–2014: Berki József Gézáné (független)[8]
- 2014–2019: Fodor-Bödös István János (független)[9]
- 2019–2024: Fodor-Bödös István János (független)[10]
- 2024– : Fodor-Bödös István János (független)[1]

## Népesség
A település népességének változása:
| Lakosok száma | 803  | 788  | 766  | 839  | 836  | 805  | 795  |
|               | 2013 | 2014 | 2015 | 2021 | 2022 | 2023 | 2024 |

A 2011-es népszámlálás során a lakosok 79,3%-a magyarnak, 0,2% németnek mondta magát (20,6% nem nyilatkozott; a kettős identitások miatt a végösszeg nagyobb lehet 100%-nál). A vallási megoszlás a következő volt: római katolikus 48,6%, evangélikus 12,2%, református 2,8%, görögkatolikus 0,2%, felekezeten kívüli 7,3% (28,4% nem nyilatkozott).
2022-ben a lakosság 92,3%-a vallotta magát magyarnak, 0,5% németnek, 0,1% cigánynak, 0,1% ruszinnak, 1,8% egyéb, nem hazai nemzetiségűnek (7,7% nem nyilatkozott; a kettős identitások miatt a végösszeg nagyobb lehet 100%-nál). Vallásuk szerint 39,6% volt római katolikus, 12,9% evangélikus, 3,6% református, 0,1% görög katolikus, 1% egyéb keresztény, 1,8% egyéb katolikus, 13,4% felekezeten kívüli (27,6% nem válaszolt).

## Nevezetességei
A falu határában két műemlék szélmalom található, egyikük még működőképes.

## Híres emberek
- Itt született Bogár Pál (1927. szeptember 2. – 2012. augusztus 17.) 40-szeres válogatott kosárlabdázó.
- Itt született Halász Ignác (1879-ig Fischer) (1855. május 26. – Budapest, 1901. április 9.) magyar nyelvész, irodalomtörténész, egyetemi tanár, a Magyar Tudományos Akadémia levelező tagja (1888).

## Képgaléria

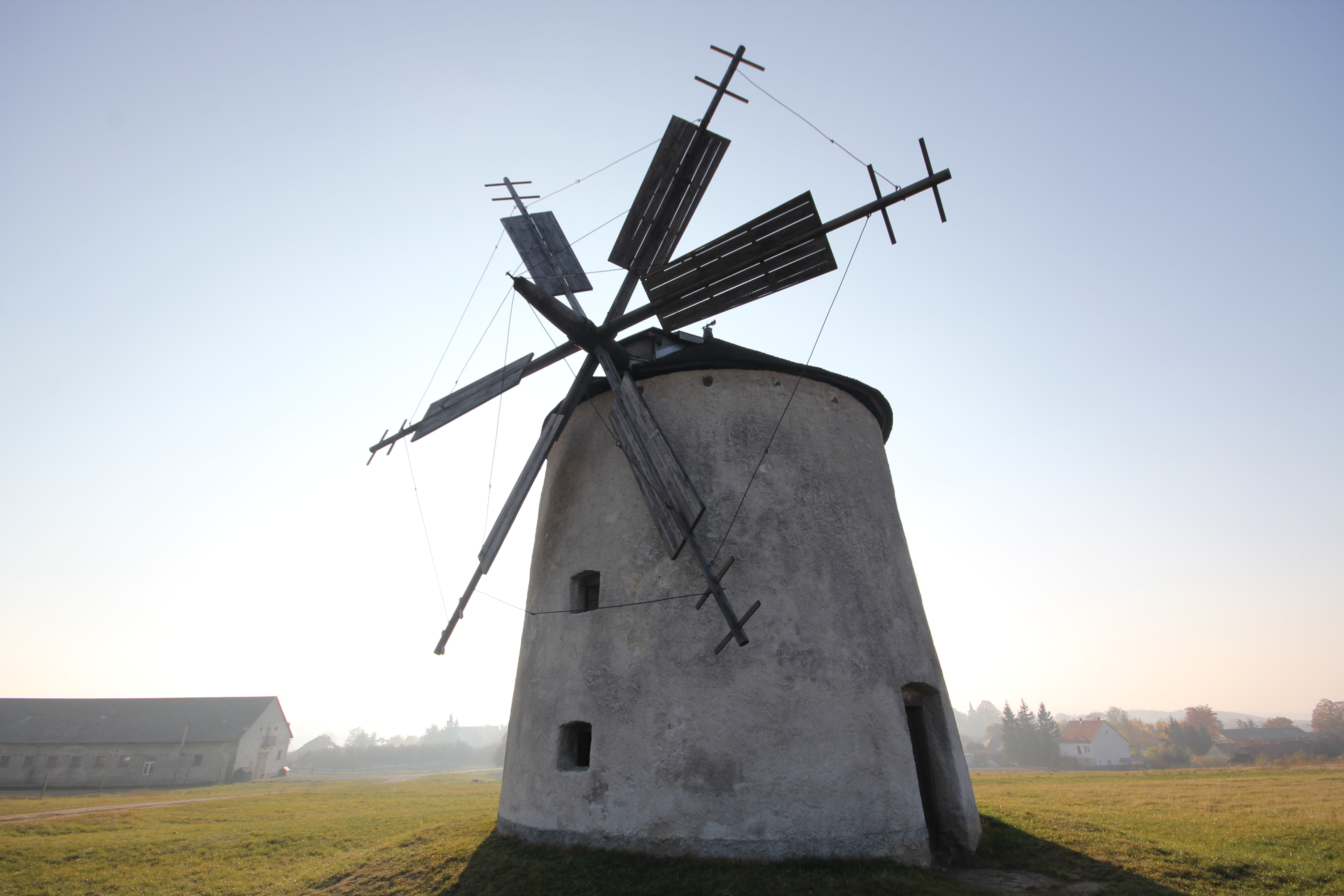
Az üzemképes szélmalom
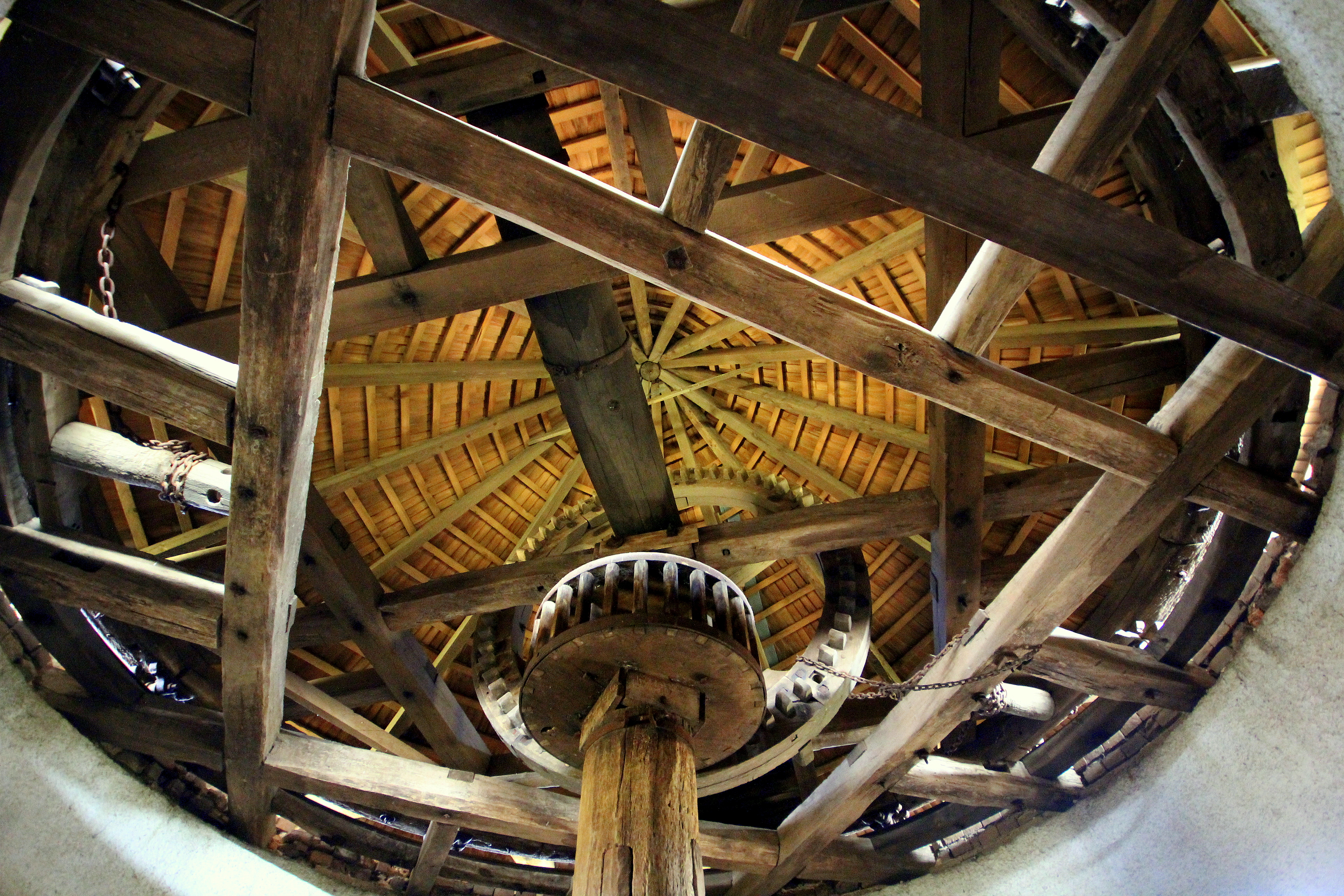
A szélmalom forgórésze belülről
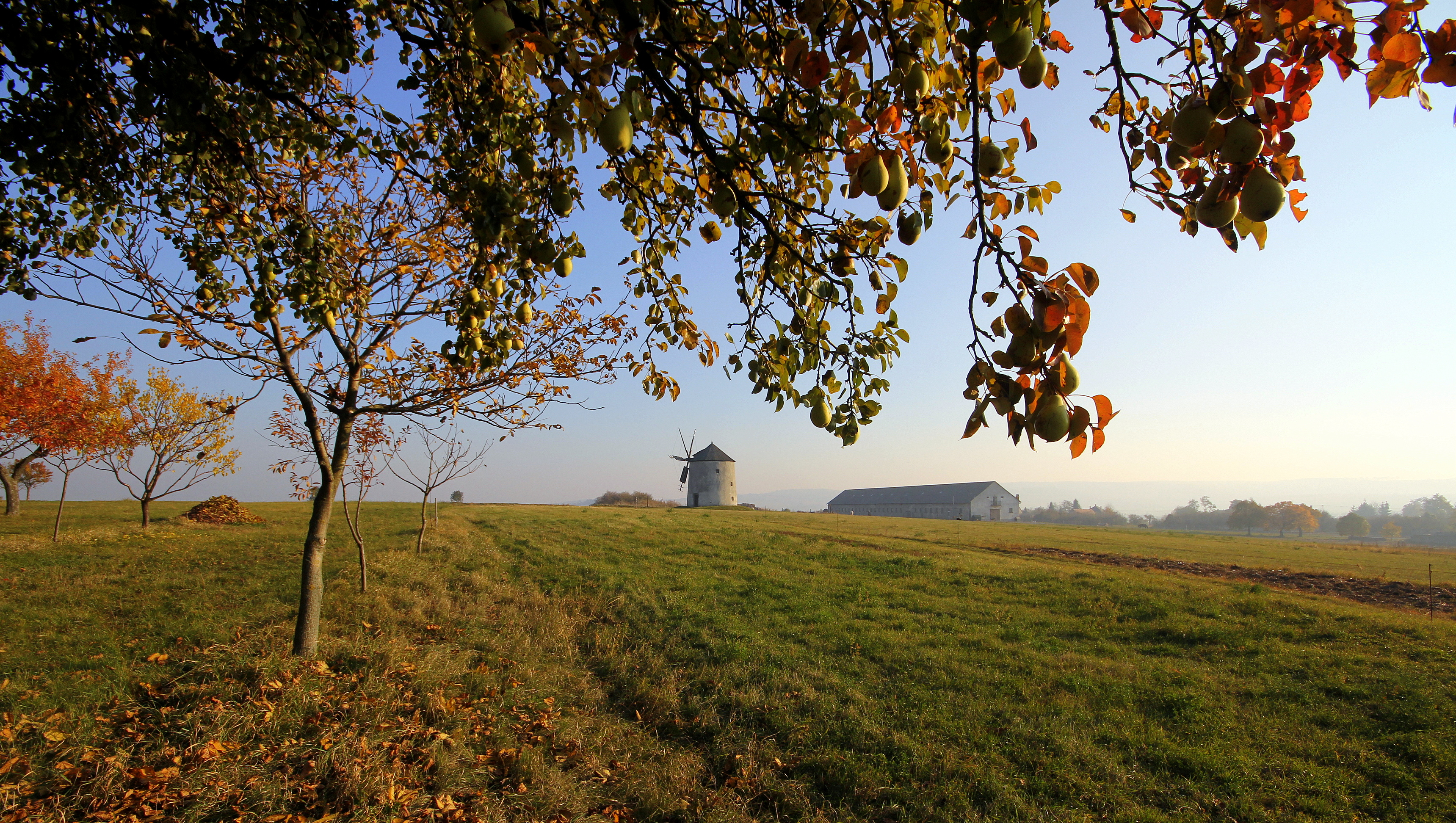
A falu felől nézve (Táncsics M. u. 20.), innen lehet a szélmalmokhoz eljutni
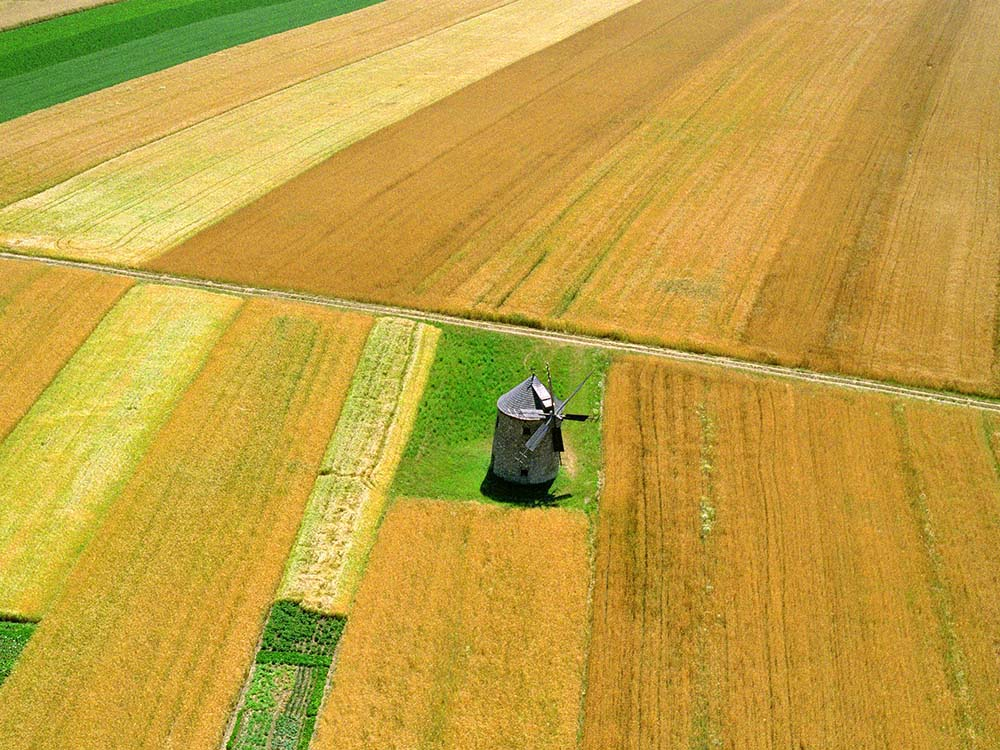
A tési szélmalom a magasból
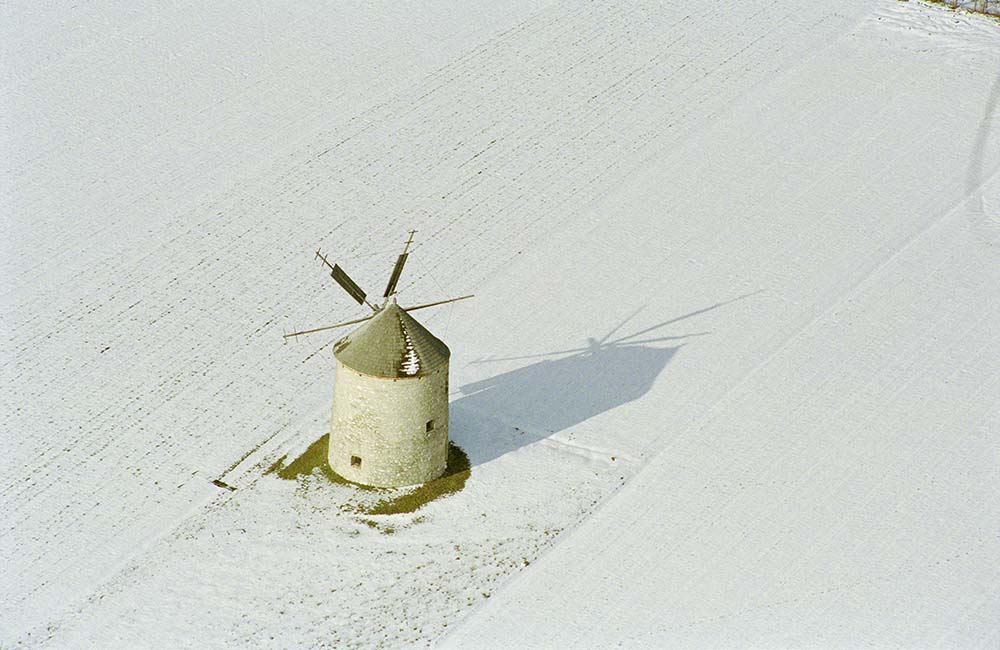
Szélmalom télen a levegőből, Tés
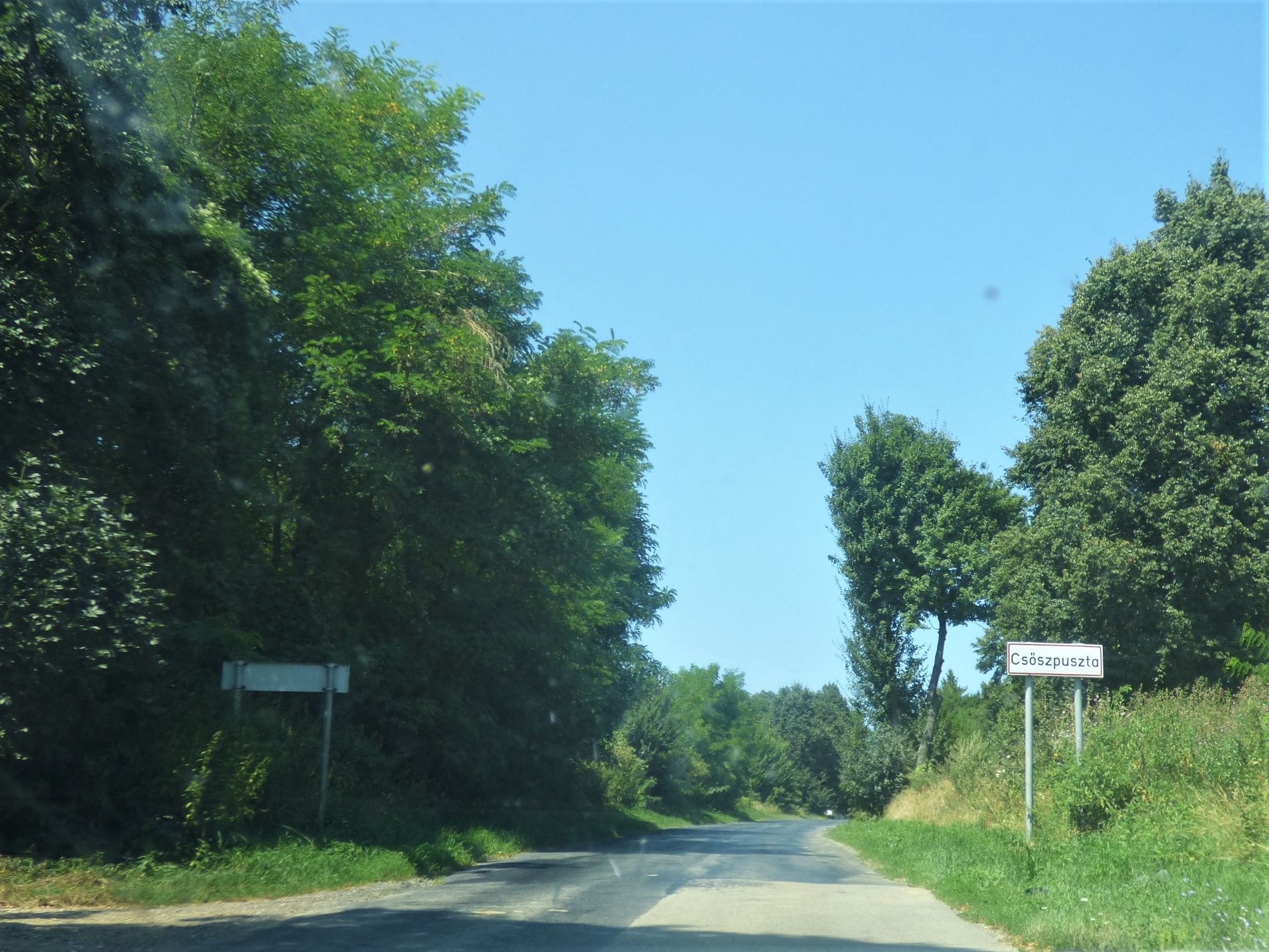
A 8213-as út a Tés-Csőszpuszta táblánál (Várpalota felől)

## Külső hivatkozások
- Tés az utazom.com honlapján
- Tés a geocachingen
- Képek a szélmalomról és a kovácsműhelyről
- Régi szélmalmok között egy ősi vidéken jártunk - TÉS film